# 霍姆斯特德 (蒙大拿州)
霍姆斯特德（英語：Homestead）是位於美國蒙大拿州謝里敦縣的普查規定居民點。

## 歷史
霍姆斯特德的郵局於1911年設立，其後於1994年停運。

## 人口
根據2020年美國人口普查的數據，霍姆斯特德的面積為1.13平方千米，皆為陸地。當地共有人口35人，而人口密度為每平方千米30.97人。